# Yan Ni
Yan Ni, född 2 mars 1987 i Shenyang, är en kinesisk volleybollspelare. Hon blev olympisk guldmedaljör i volleyboll vid sommarspelen 2016 i Rio de Janeiro.